# Catherine Rey
Œuvres principales
- L'Ami intime (Roman, 1994)
- Ce que racontait Jones (Roman, 2003)
- Une femme en marche (Roman, 2007)
- The Lovers (Novel, 2018)
- Lisette (a tribute to Lisette Nigot, 2024)
- https://www.catherine-rey.com/

Catherine Rey, né en 1956 à Saintes, en Charente-Maritime, est une femme de lettres française.

## Biographie
Avant de se consacrer pleinement à l'écriture, et après des études de lettres à Bordeaux, Catherine Rey exerce pendant plusieurs années en tant que professeur de lettres modernes. Par la suite, elle quitte l'enseignement pour s'installer en Australie, à Perth, dans l'Ouest australien où son père naquit en 1918. Ses grands-parents paternels avaient en effet émigré en Australie en 1912. Elle a vécu huit ans à Perth, elle a regagné sa Charente-Maritime natale en 2006. Elle vit actuellement dans l'Illawarra au sud de Sydney.
Catherine Rey est titulaire d'un Capes de lettres modernes. Elle a également titulaire d'un PhD obtenu en 2005 à l'université d'Australie Occidentale (UWA): La Nouvelle Babel: Langage, Identité et Morale dans les œuvres d'Emil Cioran, de Milan Kundera et d'Andréï Makine. L'auteur y étudie le travail de trois écrivains qui ont abandonné leur langue d'origine pour adopter le français. Catherine Rey est l’auteur de nouvelles parues dans différentes revues et de plusieurs romans.
Très remarquée par la critique et les libraires dès la sortie de son premier roman, L'Ami intime, publié en 1994 aux Éditions Le temps qu’il fait, elle est retenue l'année suivante parmi les 6 auteurs sélectionnés pour le «Prix Femina 1995 du premier roman».
Poursuivant son exploration des univers sombres et sordides de l'humanité, la romancière publie les deux années suivantes Les jours heureux, puis Éloge de l'oubli chez le même éditeur. La parution, en 2001, de Lucy comme les chiens, marquera une pause dans sa collaboration avec les Éditions Le temps qu’il fait. Là encore, dans ce roman, l'auteure plonge le lecteur dans les affres de l'histoire douloureuse d'une fillette attardée qui, malgré les coups et les humiliations d'une mère maltraitante et d'un vieillard abusif, comme le font les chiens battus, reste aimante et fidèle à un «maître» qui ne la mérite pas.
En 2003, son roman Ce que racontait Jones, paru aux Éditions Phébus, reçoit la bourse Thyde Monnier de la Société des gens de lettres, et figure dans les sélections des prix Renaudot et Femina de cette même année.
En 2007, Catherine Rey publie Une femme en marche, un roman autobiographique dans lequel elle affronte certaines vérités qui lui paraissaient jusqu’alors inavouables.
En septembre 2010, elle fait paraître chez Joëlle Losfeld Les extraordinaires aventures de John Lofty Oakes, un roman qui retrace, sur le mode du conte philosophique et de l'épopée, la quête héroïque d'un homme doté d'une taille minuscule, mais possédant le don de pleurer des larmes d'or. Devenu l'objet de toutes les convoitises pour la fortune qui coule de ses yeux, ce Tom Pouce va s'embarquer pour un voyage extraordinaire qui le conduira de Guildford, en Australie-Occidentale où il a vu le jour, jusqu'à Panaji, une ville sur la côte ouest de l'Inde, en passant par les îles Fidji, avant de retrouver enfin sa terre natale.
En 2011, Catherine Rey retrouve les éditions Le temps qu’il fait, pour la publication de Plus calme que le sommeil, un récit rédigé sous la forme d'une longue lettre d'amour.

## Œuvres
Romans en français
- L'ami intime, Le temps qu’il fait, 1994  (ISBN 2-86853-183-0)
- Les jours heureux, Le temps qu’il fait, 1995  (ISBN 2-86853-210-1)
- Éloge de l'oubli, Le temps qu’il fait, 1996  (ISBN 2-86853-257-8)
- Lucy comme les chiens, Le temps qu’il fait, 2001  (ISBN 2-86853-342-6)
- Ce que racontait Jones, paru aux Éditions Phébus, 2003  (ISBN 2-85940-924-6)
- Une femme en marche, paru aux Éditions Phébus, 2007  (ISBN 978-2-7529-0288-7)
- Les extraordinaires aventures de John Lofty Oakes, Éditions Joëlle Losfeld, 2010  (ISBN 978-2-07-078786-9)
- Plus calme que le sommeil, Le temps qu’il fait, 2011  (ISBN 978-2-86853-562-7)

Roman en anglais
- The Lovers, novel, Gazebo, Sydney, 2018.  (ISBN 978-0-9876191-1-2)
- Lisette, a tribute to Lisette Nigot, Sydney, 2024,  (ISBN 978-0-6459209-9-4)

Romans traduits en langue étrangère
- En anglais :
  - The Spruiker's Tale (Ce que racontait Jones), Traduction : Andrew Riemer, Giramondo Publishing (en) (édition australienne), 2005  (ISBN 978-1-920882-07-5)
  - Stepping Out (Une femme en marche), Traduction : Julie Rose, Giramondo Publishing (en) (édition australienne), 2008  (ISBN 978-1920882389)
- En allemand :
  - Was Jones erzählt (Ce que racontait Jones), Traduction : Claudia Kalscheuer, Unionsverlag (de) (édition allemande), 2005  (ISBN 978-3293003477)

Beaux livres
- Mémoires d'un vignoble, photographies de Jean-Luc Chapin, Éditions la Part des anges  (ISBN 2-912882-00-1)

Articles et essais
- 2005 How Do The Salamanders die? Essay, (translated by Andrew Riemer) Heat n.9, Giramondo, Sydney.
- 2012 Est-ce que vous écrivez toujours ? In Australian Journal of French Studies, Volume XLVIII, number 3, 2011, University of Sydney.
- 2013 To Make A Prairie It Takes a Clover and a Bee, In Joyful Strains, an anthology published by Affirm Press, Melbourne.
- 2013 Translation OF JEAN MARIOTTI, Six poems, In Cordite Journal On line, Kent Mc Karthy, editor.

## Adaptation théâtrale
- En 2010, la metteuse en scène Valérie Goma adapte pour le théâtre Lucy comme les chiens, resituant l'univers de la petite héroïne de Catherine Rey dans le contexte d'un plateau des Guyanes multiculturel et plurilinguiste, où se posent de multiples questions identitaires liées aux migrations de populations[7]. Créée à Cayenne sous le titre de Lucy, la pièce de théâtre tournera dans la région (en Guyane, au Surinam et au Brésil) et en Guadeloupe, avant d'être présentée en 2011 à la Chapelle du Verbe Incarné dans le cadre du Festival off d'Avignon[8].

## Distinctions
- 1995 : sélectionnée pour le Prix Femina du premier roman, pour L'ami intime[3]. Le livre a reçu le prix Fureur de Lire de la ville de Cherbourg.
- Le livre a reçu le prix du premier roman au Festival de Chambéry.
- 1996: Éloge de l'Oubli. Le livre a reçu le Prix des Mouettes du Conseil Régional de Charente-Maritime.
- 2001: Lucie comme les Chiens. Le livre a reçu le prix du Livre en Poitou-Charente.
- 2003 : sélectionnée pour le Prix Renaudot, pour Ce que racontait Jones[4]. (Voté gagnant au premier tour de scrutin.)
- 2003 : sélectionnée pour le Prix Femina, pour Ce que racontait Jones[5].
- 2003 : récipiendaire de la bourse Thyde Monnier de la Société des gens de lettres, pour Ce que racontait Jones.

### Sources
- Dictionnaire biographique des Charentais et de ceux qui ont illustré les Charentes, collectif sous la coordination de François Julien-Labruyère, le Croît vif, 2005  (ISBN 2-907967-95-9)